# Општина Фронтера Комалапа (Чијапас)
Фронтера Комалапа (шп. Frontera Comalapa) општина је у Мексику у савезној држави Чијапас. Општина се налази на надморској висини од 640 м.

## Становништво
Према подацима из 2010. у општини је живело 67012 становника.

### Хронологија
| Година       | 2000                  | 2005                  | 2010                  |
| ------------ | --------------------- | --------------------- | --------------------- |
| Становништво | 52168 (25504 / 26664) | 57580 (27349 / 30231) | 67012 (32631 / 34381) |

### Попис
| \| \| м \| \| \| ж \| \| 0—2 \| 2.204 \| \| \| 2.070 \| \| 3—5 \| 2.157 \| \| \| 2.168 \| \| 6—11 \| 4.530 \| \| \| 4.568 \| \| 12—14 \| 2.343 \| \| \| 2.309 \| \| 15—17 \| 2.409 \| \| \| 2.509 \| \| 18—24 \| 4.101 \| \| \| 4.726 \| \| 60+ \| 2.538 \| \| \| 2.442 \| \| Просек : \| 26,8 \| \| \| 27,2 \| |       |  |  |       |
| |       |  |  |       |
| | м     |  |  | ж     |
| 0—2 | 2.204 |  |  | 2.070 |
| 3—5 | 2.157 |  |  | 2.168 |
| 6—11 | 4.530 |  |  | 4.568 |
| 12—14 | 2.343 |  |  | 2.309 |
| 15—17 | 2.409 |  |  | 2.509 |
| 18—24 | 4.101 |  |  | 4.726 |
| 60+ | 2.538 |  |  | 2.442 |
| Просек : | 26,8  |  |  | 27,2  |

| #   | Индикатор                                                                                        | Вредност |
| --- | ------------------------------------------------------------------------------------------------ | -------- |
| 1   | Становништво од 0 до 2 године                                                                    | 4274     |
| 2   | Мушко становништво од 0 до 2 године                                                              | 2204     |
| 3   | Женско становништво од 0 до 2 године                                                             | 2070     |
| 4   | Становништво са 3 и више година                                                                  | 62718    |
| 5   | Мушко становништво са 3 и више година                                                            | 30416    |
| 6   | Женско становништво са 3 и више година                                                           | 32302    |
| 7   | Становништво са 5 и више година                                                                  | 59856    |
| 8   | Мушко становништво са 5 и више година                                                            | 28996    |
| 9   | Женско становништво са 5 и више година                                                           | 30860    |
| 10  | Становништво са 12 и више година                                                                 | 49295    |
| 11  | Мушко становништво са 12 и више година                                                           | 23729    |
| 12  | Женско становништво са 12 и више година                                                          | 25566    |
| 13  | Становништво са 15 и више година                                                                 | 44643    |
| 14  | Мушко становништво са 15 и више година                                                           | 21386    |
| 15  | Женско становништво са 15 и више година                                                          | 23257    |
| 16  | Становништво са 18 и више година                                                                 | 39725    |
| 17  | Мушко становништво са 18 и више година                                                           | 18977    |
| 18  | Женско становништво са 18 и више година                                                          | 20748    |
| 19  | Становништво од 3 до 5 година                                                                    | 4325     |
| 20  | Мушко становништво од 3 до 5 година                                                              | 2157     |
| 21  | Женско становништво од 3 до 5 година                                                             | 2168     |
| 22  | Становништво од 6 до 11 година                                                                   | 9098     |
| 23  | Мушко становништво од 6 до 11 година                                                             | 4530     |
| 24  | Женско становништво од 6 до 11 година                                                            | 4568     |
| 25  | Становништво од 8 до 14 година                                                                   | 10827    |
| 26  | Мушко становништво од 8 до 14 година                                                             | 5370     |
| 27  | Женско становништво од 8 до 14 година                                                            | 5457     |
| 28  | Становништво од 12 до 14 година                                                                  | 4652     |
| 29  | Мушко становништво од 12 до 14 година                                                            | 2343     |
| 30  | Женско становништво од 12 до 14 година                                                           | 2309     |
| 31  | Становништво од 15 до 17 година                                                                  | 4918     |
| 32  | Мушко становништво од 15 до 17 година                                                            | 2409     |
| 33  | Женско становништво од 15 до 17 година                                                           | 2509     |
| 34  | Становништво од 18 до 24 године                                                                  | 8827     |
| 35  | Мушко становништво од 18 до 24 године                                                            | 4101     |
| 36  | Женско становништво од 18 до 24 године                                                           | 4726     |
| 37  | Женско становништво од 15 до 49 година                                                           | 18629    |
| 38  | Становништво са 60 и више година                                                                 | 4980     |
| 39  | Мушко становништво са 60 и више година                                                           | 2538     |
| 40  | Женско становништво са 60 и више година                                                          | 2442     |
| 41  | Однос између мушкараца и жена                                                                    | 94.91    |
| 42  | Становништво од нуле до 14 година                                                                | 22349    |
| 43  | Становништво од 15 до 64 године                                                                  | 41217    |
| 44  | Становништво од 65 година и више                                                                 | 3426     |
| 45  | Просечан број деце                                                                               | 2.58     |
| 46  | Становништво рођено у ентитету                                                                   | 64556    |
| 47  | Мушко становништво рођено у ентитету                                                             | 31495    |
| 48  | Женско становништво рођено у ентитету                                                            | 33061    |
| 49  | Становништво рођено у другом ентитету                                                            | 671      |
| 50  | Мушко становништво рођено у другом ентитету                                                      | 338      |
| 51  | Женско становништво рођено у другом ентитету                                                     | 333      |
| 52  | Становништво од 5 година и више резидентно у ентитету у јуну 2005. године                        | 57936    |
| 53  | Мушко становништво старосног доба од 5 година и више, резидентно у ентитету у јуну 2005. године  | 27762    |
| 54  | Женско становништво старосног доба од 5 и више година, резидентно у ентитету у јуну 2005. године | 30174    |
| 55  | Становништво од 5 година и више које је живело у другом ентитету у јуну 2005. године             | 506      |
| 56  | Мушко становништво старије од 5 година које је живело у другом ентитету у јуну 2005. године      | 272      |
| 57  | Женско становништво старије од 5 година које је живело у другом ентитету у јуну 2005. године     | 234      |
| 58  | Становништво од 3 године и више које говори аутохтони језик                                      | 990      |
| 59  | Мушко становништво старо 3 године и више које говори аутохтони језик                             | 525      |
| 60  | Женско становништво старо 3 године и више које говори аутохтони језик                            | 465      |
| 61  | Становништво од 3 године и више које говори аутохтони језик и не говори шпански језик            | 3        |
| 62  | Мушко становништво старо 3 године и више које говори аутохтони језик и не говори шпански         | 2        |
| 63  | Женско становништво старо 3 године и више које говори аутохтони језик и не говори шпански језик  | 1        |
| 64  | Становништво старо 3 године и више које говори аутохтони језик и шпански                         | 928      |
| 65  | Мушко становништво старо 3 године и више које говори аутохтони језик и шпански                   | 488      |
| 66  | Женско становништво старо 3 године и више које говори аутохтони језик и шпански                  | 440      |
| 67  | Становништво од 5 година и више које говори аутохтони језик                                      | 967      |
| 68  | Становништво од 5 година и више које говори аутохтони језик и не говори шпански језик            | 3        |
| 69  | Становништво од 5 година и више које говори аутохтони језик и говори шпански језик               | 907      |
| 70  | Становништво у домородачким домаћинствима                                                        | 1852     |
| 71  | Становништво са ограничењима у активностима                                                      | 1222     |
| 72  | Становништво са ограниченим ходањем или кретањем, горе или доле                                  | 492      |
| 73  | Становници са ограничењима вида, чак и уз кориштење сочива                                       | 289      |
| 74  | Становништво са ограничењима говора, комуникације или конверзације                               | 194      |
| 75  | Становништво са ограниченим слухом                                                               | 169      |
| 76  | Становништво са ограничењима при одевању, купању или јелу                                        | 58       |
| 77  | Становништво са ограничењима у опажању или учењу једноставних ствари                             | 53       |
| 78  | Становништво са менталним ограничењима                                                           | 195      |
| 79  | Становништво без ограничења активности                                                           | 65487    |
| 80  | Становништво од 3 до 5 година које не похађа школу                                               | 2137     |
| 81  | Мушко становништво од 3 до 5 година које не похађа школу                                         | 1064     |
| 82  | Женско становништво од 3 до 5 година које не похађа школу                                        | 1073     |
| 83  | Становништво од 6 до 11 година које не похађа школу                                              | 546      |
| 84  | Мушко становништво од 6 до 11 година које не похађа школу                                        | 278      |
| 85  | Женско становништво од 6 до 11 година које не похађа школу                                       | 268      |
| 86  | Становништво од 12 до 14 година које не похађа школу                                             | 640      |
| 87  | Мушко становништво од 12 до 14 година које не похађа школу                                       | 294      |
| 88  | Женско становништво од 12 до 14 година које не похађа школу                                      | 346      |
| 89  | Становништво од 15 до 17 година похађа школу                                                     | 2684     |
| 90  | Мушко становништво од 15 до 17 година похађа школу                                               | 1362     |
| 91  | Женско становништво између 15 и 17 година живота у школи                                         | 1322     |
| 92  | Становништво од 18 до 24 године похађа школу                                                     | 1237     |
| 93  | Мушко становништво од 18 до 24 године похађа школу                                               | 651      |
| 94  | Женско становништво од 18 до 24 године похађа школу                                              | 586      |
| 95  | Становништво од 8 до 14 година које не може да чита и пише                                       | 710      |
| 96  | Мушко становништво старосног доба од 8 до 14 година које не може да чита и пише                  | 356      |
| 97  | Женско становништво старосног доби од 8 до 14 година које не може да чита и пише                 | 354      |
| 98  | Становништво од 15 година и више које је неписмено                                               | 6118     |
| 99  | Мушко становништво од 15 година и више које је неписмено                                         | 2115     |
| 100 | Женско становништво од 15 година и више које је неписмено                                        | 4003     |
| 101 | Становништво старо 15 и више година без школовања                                                | 5653     |
| 102 | Мушко становништво старо 15 и више година без школовања                                          | 2127     |
| 103 | Женско становништво старо 15 и више година без школовања                                         | 3526     |
| 104 | Становништво старосног доба 15 и више година са непотпуним основним образовањем                  | 11901    |
| 105 | Мушко становништво старосног доба од 15 година и више са непотпуном основним образовањем         | 5374     |
| 106 | Женско становништво старосног доба 15 и више година са непотпуном основним образовањем           | 6527     |
| 107 | Становништво старо 15 и више година са комплетним основним образовањем                           | 9673     |
| 108 | Мушко становништво старо 15 година и више са комплетним основним образовањем                     | 4680     |
| 109 | Женско становништво старо 15 и више година са комплетним основним образовањем                    | 4993     |
| 110 | Становништво старосног доба 15 и више година са непотпуним средњим образовањем                   | 2309     |
| 111 | Мушко становништво старосног доба од 15 година и више са непотпуним средњим образовањем          | 1231     |
| 112 | Женско становништво старосног доба од 15 година и више са непотпуним средњим образовањем         | 1078     |
| 113 | Становништво старо 15 и више година са пуним секундарном образовањем                             | 7966     |
| 114 | Мушко становништво старосног доба од 15 година и више са пуним секундарном образовањем           | 4124     |
| 115 | Женско становништво старосног доба од 15 година и више са пуним секундарном образовањем          | 3842     |
| 116 | Становништво старије од 18 година са постосновним образовањем                                    | 6015     |
| 117 | Мушко становништво старије од 18 година са постосновним образовањем                              | 3299     |
| 118 | Женско становништво старије од 18 година са постосновним образовањем                             | 2716     |
| 119 | Просечна оцена школовања                                                                         | 6.12     |
| 120 | Просечан ниво образовања мушке популације                                                        | 6.54     |
| 121 | Просечан ниво образовања женског становништва                                                    | 5.73     |
| 122 | Економски активно становништво                                                                   | 22482    |
| 123 | Економски активна мушка популација                                                               | 18748    |
| 124 | Економски активна женска популација                                                              | 3734     |
| 125 | Становништво које није економски активно                                                         | 26516    |
| 126 | Мушко становништво које није економски активно                                                   | 4826     |
| 127 | Женско становништво које није економски активно                                                  | 21690    |
| 128 | Запослено становништво                                                                           | 21923    |
| 129 | Запослено мушко становништво                                                                     | 18238    |
| 130 | Запослено женско становништво                                                                    | 3685     |
| 131 | Незапослена популација                                                                           | 559      |
| 132 | Незапослена мушка популација                                                                     | 510      |
| 133 | Незапослена женска популација                                                                    | 49       |
| 134 | Становништво без права на здравствене услуге                                                     | 36896    |
| 135 | Становништво које има право на здравствене услуге                                                | 29996    |
| 136 | Становништво које има право на ИМСС                                                              | 5146     |
| 137 | Становништво које има право на социјално осигурање                                               | 1874     |
| 138 | Становништво које има право на државно социјално осигурање                                       | 602      |
| 139 | Становништво које има право на опште осигурање или здравствено осигурање за нову генерацију      | 22174    |
| 140 | Становништво које је било једном или није било у браку током 12 година и више                    | 16676    |
| 141 | Венчано или уједињено становништво од 12 година и више                                           | 28244    |
| 142 | Становништво које је било у браку или уједињено 12 година и више                                 | 4334     |
| 143 | Становништво са католичком религијом                                                             | 28074    |
| 144 | Протестанти, еванђелисти и библијски следбеници различити од еванђелиста                         | 21265    |
| 145 | Становништво са другим религијама различитим од претходних                                       | 7        |
| 146 | Становништво без религије                                                                        | 17322    |
| 147 | Укупно пописаних домаћинства                                                                     | 15430    |
| 148 | Пописна домаћинства на челу са мушкарцима                                                        | 12430    |
| 149 | Пописна домаћинства на челу са женама                                                            | 3000     |
| 150 | Становништво у пописним домаћинствима                                                            | 66940    |
| 151 | Становништво у пописним домаћинствима на челу са мушкарцима                                      | 55881    |
| 152 | Становништво у пописним домаћинствима на челу са женама                                          | 11059    |
| 153 | Укупно домаћинстава                                                                              | 18854    |
| 154 | Укупно насељених домаћинстава                                                                    | 15440    |
| 155 | Укупно приватних кућа                                                                            | 18844    |
| 156 | Насељени приватни домови                                                                         | 15430    |
| 157 | Укупно насељених приватних кућа                                                                  | 15434    |
| 158 | Ненасељене приватне куће                                                                         | 2686     |
| 159 | Појединачна домаћинства за привремену употребу                                                   | 728      |
| 160 | Становници у насељеним приватним кућама                                                          | 66940    |
| 161 | Насељеност станара у приватним становима                                                         | 4.34     |
| 162 | Просечно становника по соби у приватним насељеним домаћинствима                                  | 1.34     |
| 163 | Појединачна домаћинства са подовима од различитих материјала од земље                            | 13269    |
| 164 | Појединачна домаћинства у приземљу                                                               | 2108     |
| 165 | Појединачна домаћинства са једном спаваћом собом                                                 | 6375     |
| 166 | Појединачна домаћинства са две спаваће собе и више                                               | 9032     |
| 167 | Појединачна домаћинства са једним собом                                                          | 1453     |
| 168 | Појединачна домаћинства са две собе                                                              | 3471     |
| 169 | Појединачна домаћинства са 3 собе и више                                                         | 10475    |
| 170 | Појединачна домаћинства која имају електрично светло                                             | 15098    |
| 171 | Појединачна домаћинства која немају електрично светло                                            | 311      |
| 172 | Појединачна домаћинства која имају водоводну воду у стамбеном простору                           | 13081    |
| 173 | Појединачна домаћинства која немају водоводну воду у стамбеном простору                          | 2311     |
| 174 | Појединачна домаћинства која имају тоалет                                                        | 14873    |
| 175 | Појединачна домаћинства која имају канализацију                                                  | 14393    |
| 176 | Појединачна домаћинства која немају канализацију                                                 | 973      |
| 177 | Појединачна домаћинства која имају електрично светло, довод воде из јавне мреже и канализацију   | 12421    |
| 178 | Појединачна домаћинства без икаквих услова                                                       | 765      |
| 179 | Појединачна домаћинства која имају радио                                                         | 11481    |
| 180 | Појединачна домаћинства која имају телевизор                                                     | 13176    |
| 181 | Појединачна домаћинства која имају фрижидер                                                      | 11395    |
| 182 | Појединачна домаћинства која имају машину за веш                                                 | 7139     |
| 183 | Појединачна домаћинства која имају аутомобил или комби                                           | 3679     |
| 184 | Појединачна домаћинства која имају рачунар                                                       | 1245     |
| 185 | Појединачна домаћинства која имају фиксну телефонску линију                                      | 2601     |
| 186 | Појединачна домаћинства која имају мобилни телефон                                               | 6661     |
| 187 | Појединачна домаћинства која имају приступ интернету                                             | 478      |